# Nerea Blanco
Nerea Blanco Marañón (Madrid, 13 de marzo de 1987) es una filósofa, escritora y divulgadora española, conocida por ser la creadora de la plataforma Filosofers en 2015, en la que difunde la filosofía de una manera accesible y amena para el público general y donde se fomenta el pensamiento crítico.

## Trayectoria
Blanco estudió filosofía en la Universidad Autónoma de Madrid donde se licenció en 2011. En 2015, fundó la plataforma Filosofers, con el objetivo de difundir la filosofía de una manera accesible y amena para el público general. En Filosofers, Blanco ofrece cursos, conferencias y debates, además de una selección de libros en torno a la filosofía y las humanidades.
Blanco es autora de varios libros. En 2018, publicó El cuaderno de filopoesía, una publicación donde se mezclan los pensamientos de importantes figuras de la filosofía y la poesía con todo tipo de pasatiempos (sopas de letras, autodefinidos, acertijos o ejercicios de memoria), orientado para adolescentes. Dos años después, en 2020, publicó Filosofía entre líneas. O cómo todos llevamos un verano dentro con la Editorial Grijalbo, un texto que se encuentra entre el ensayo, la autobiografía y la novela, y en el que se incluyen referencias tanto musicales como cinematográficas.
En 2022, Blanco publicó junto a los también filósofos Antonio Chazarra y Eduardo Infante el libro de Filosofía 1º Bachillerato de la Editorial Santillana. Este libro de texto es un acercamiento al mundo de la filosofía en el que, además de la información académica sobre filosofía propia del curso en el que se encuentra, aparecen referencias actuales sobre cine, música y videojuegos, para facilitar su comprensión entre el alumnado al que está dirigido.
Además de su trabajo en Filosofers, Blanco ha colaborado con diversas publicaciones y medios de comunicación, como la revista satírica Mongolia o la revista de divulgación científica Principia.  Entre julio y agosto de 2022, tuvo una sección sobre filosofía llamada 'Filosofeando' en el programa magacín El gallo que no cesa conducido por Mara Pettersen en Radio Nacional de España (RNE).
En su faceta de divulgadora, Blanco forma parte de la comunidad Scenio en la que se encuentran José Luis Crespo, conocido como QuantumFracture, Javier Santaolalla o Rocío Vidal, conocida como La gata de Schrödinger, entre otros. Además, junto a la cómica y también filósofa Silvia Sparks, tiene un pódcast de filosofía llamado Las de la caverna. En sus vídeos, Blanco comparte las teorías de Platón, Aristóteles o Nietzsche con un lenguaje ameno y cercano, siempre desde un enfoque reivindicativo y con perspectiva feminista.

## Obra
- 2018 – Cuaderno de filopoesía. MueveTuLengua. ISBN 9788417284213.[16]

- 2020 – Filosofía entre líneas. O cómo todos llevamos un verano dentro. Editorial Grijalbo. ISBN 978-8417752606.[17]

- 2022 – Filosofía 1º Bachillerato. Junto a Antonio Chazarra y Eduardo Infante. Con ilustraciones de Fernando Marañón. Editorial Santillana. ISBN 978-84-680-6768-1 (en PDF).